# 中島肇
中島 肇（なかじま はじめ、1957年 - ）は、日本の構造工学者。東京都墨田区生まれ。  日本大学理工学部建築学科教授。

## 経歴
東京都立足立高等学校から1981年、日本大学 理工学部 建築学科卒業。 1983年、日本大学大学院 理工学研究科博士前期課程建築学専攻修士課程修了。 1983年-2015年、清水建設株式会社。 2000年-2004年と2009年-2015年、日本大学理工学部非常勤講師。2011年から、北海道科学大学客員教授。2015年から、日本大学理工学部建築学科。2006年、博士（工学）。

## 免許・資格
一級建築士（1984年） 構造設計一級建築士（2009年） 構造計算適合判定資格者（2017年）